# Участь Росії в сирійській громадянській війні

Росія і Сирія

З початку громадянської війни в Сирії 2011 року Росія підтримує сирійський уряд під керівництвом Башара Асада, забезпечуючи його зброєю, навчанням та військовими радниками. У жовтні 2011 року і в лютому 2012 року, Росія блокувала західні важливі резолюції в Раді Безпеки ООН, оскільки вони створювали передумови для запровадження санкцій, або навіть військової інтервенції проти сирійського уряду Асада.
Росія заявила, що громадянська війна у Сирії «викликана США», що прагнуть до так званої демократичної революції в Сирії, а також звинуватила уряд США в озброєнні та навчанні так званої помірної сирійської опозиції.
У вересні 2015 року російська Рада Федерації затвердила використання російських військових у Сирії на прохання президента Сирії Башара Асада,. Західні країни заявили, що російські удари спрямовані не тільки на ІДІЛ, але й на інші повстанські групи, що входять до коаліції Армії завоювання.
Станом на 2015 рік Росія хотіла створити єдиний фронт проти ІДІЛ, до якого входитиме й уряд Асада. Західні держави, проте, заявили, що уряд Асада не повинен отримати місце в коаліції проти ІДІЛ.

## Історія зв'язків між Сирією і Росією
Консульська установа Російської імперії в Дамаску була заснована 1893 року. Жовтневий переворот 1917 поклав край російській присутності в Сирії протягом короткого періоду, але сприяв створенню першої Сирійської комуністичної партії 1925 року. Відносини були відновлені 1944-го, незадовго до того як Сирія була офіційно визнана незалежною державою 17 квітня 1946-го. З того часу Сирія впродовж багатьох років отримувала істотну військову та економічну допомогу від СРСР та Росії (з 1991 року).
Під час Холодної війни (1947—1991) Сирія була союзником СРСР, тим самим перебуваючи в опозиції до західних держав, політичні зв'язки між ними зміцніли. Між 1955 і 1958 роками Сирія отримала близько $294 млн у формі військової та економічної допомоги від СРСР. Протягом Суецької війни 1956 року зв'язки між Сирією та СРСР посилились водночас з підвищенням сили та впливу партії Баас у Сирії.
Сирійська революція з лютого 1966 дозволила СРСР і надалі підтримувати Сирію. 1971 року в рамках угоди з Баасистським урядом президента Хафеза аль-Асада Радянському Союзові дозволили відкрити військово-морську базу в Тартусі, тим самим забезпечуючи СРСР стабільну присутність на Близькому Сході. Тисячі сирійських офіцерів вчилися у Росії протягом майже тридцятирічного (1971—2000) правління Хафеза аль-Асада, а наслідком цих зв'язків стала велика кількість шлюбів і змішаних сімей.
У квітні 1977 року президент Х. Асад відвідав Москву, де зустрівся з радянськими керівниками Леонідом Брежнєвим і Олексієм Косигіним. У жовтні 1980 року країни підписали договір про дружбу та співпрацю.
Таки чином, на початку Громадянської війни (2011), Сирія була однією з найближчих близькосхідних союзників Росії.

## Початок громадянської війни

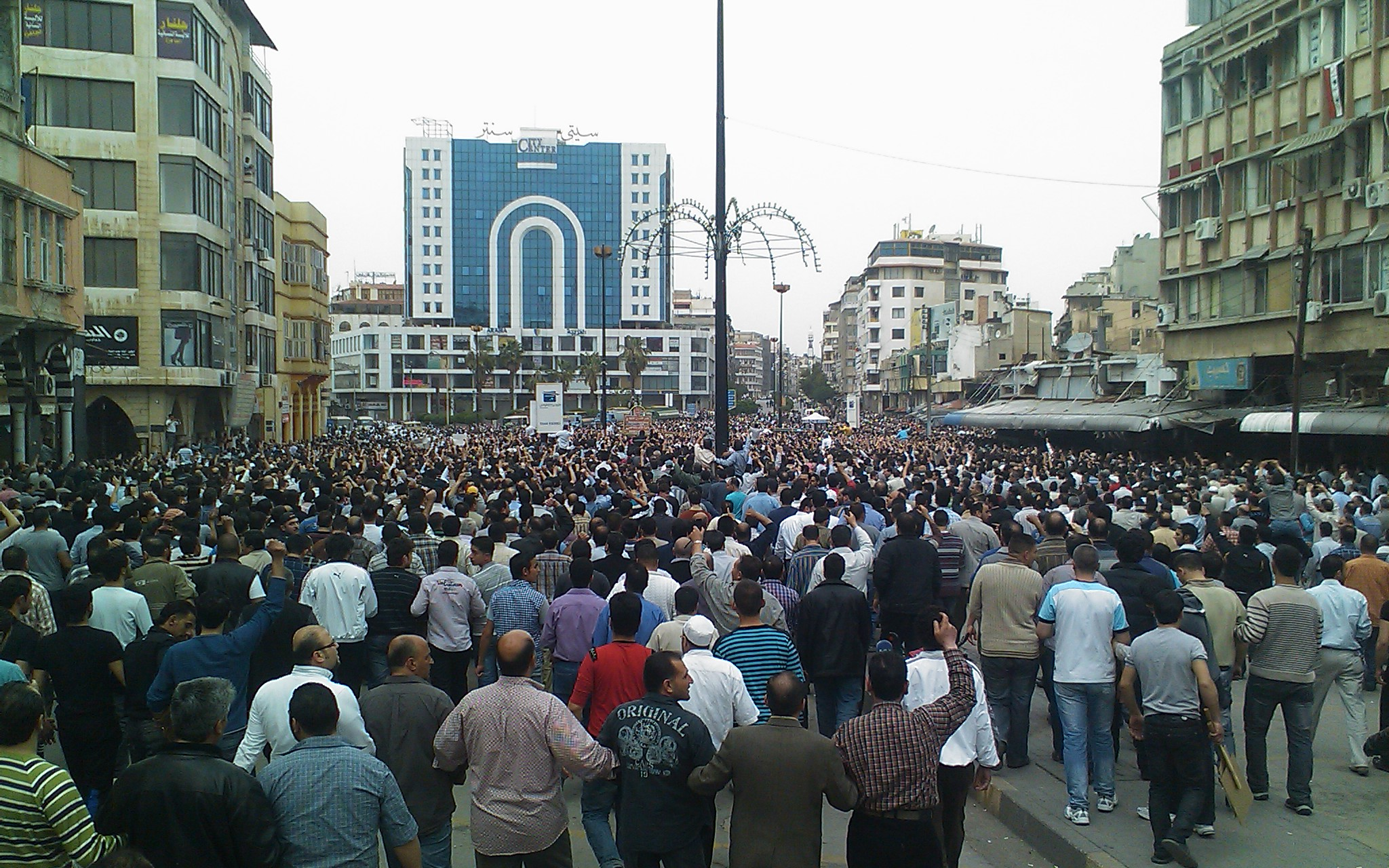
Демонстрація в Хомсі проти сирійського уряду (18 квітня 2011).

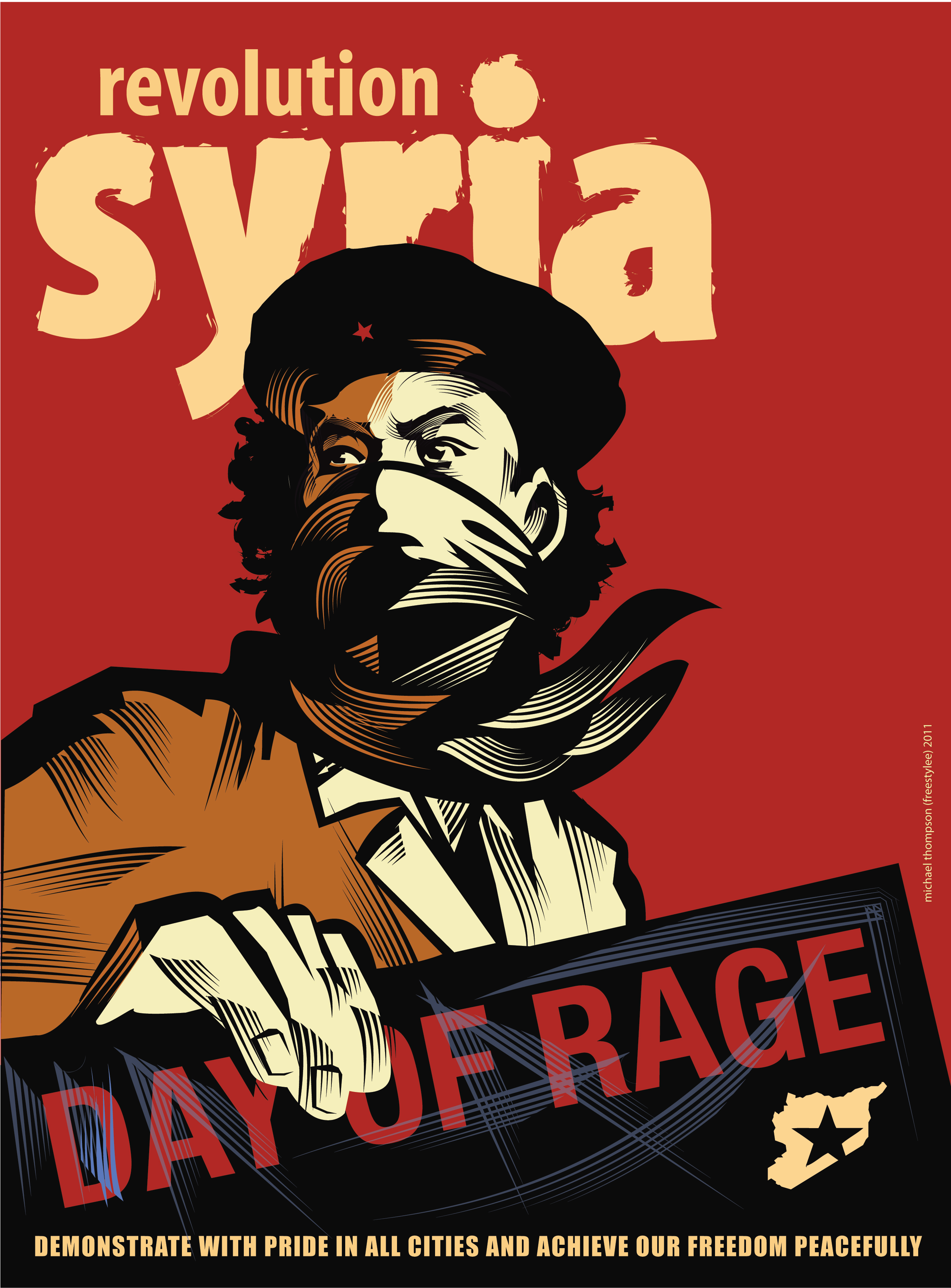
Плакат сирійської опозиції із закликом до мирних демонстрацій.

У березні 2011 р. в Дамаску і Алеппо почалися масові виступи проти режиму Башара Асада. Мирні демонстрації були розігнані силами безпеки із застосуванням вогнепальної зброї і танків. Жертвами насильства стали сотні вбитих і тисячі поранених. З тих пір сили опозиції звернулися до зброї і боротьба з режимом Асада прийняла форму збройного конфлікту.

## Дипломатична підтримка Росією режиму Башара Асада

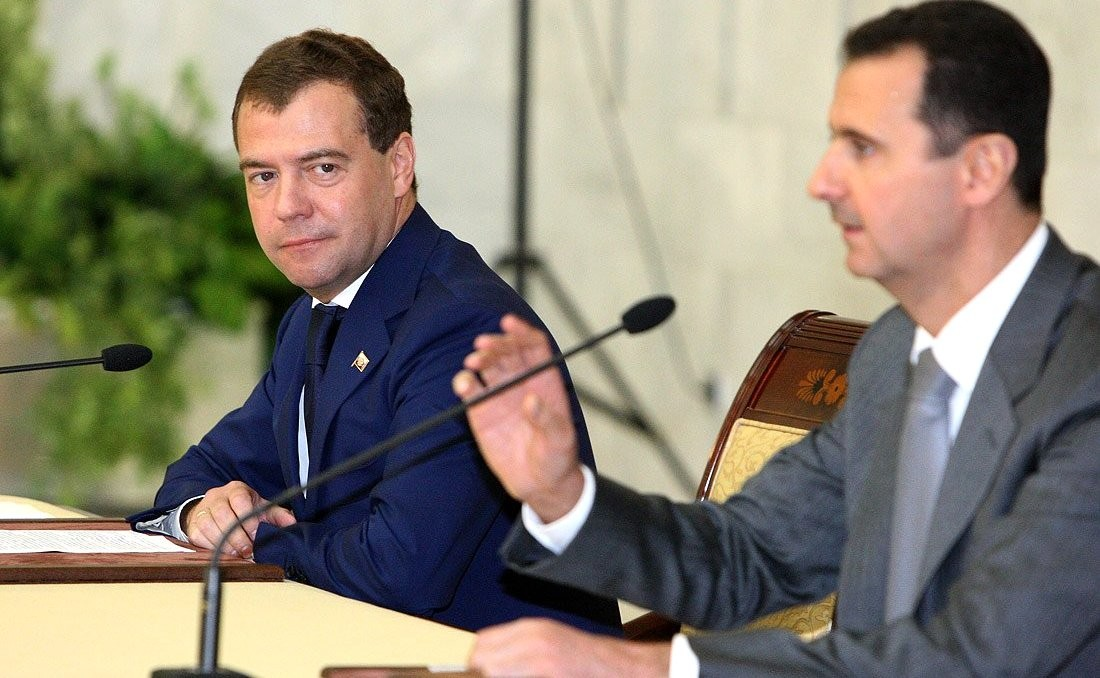
Медведєв на прес-конференції із президентом Сирії, після російсько-сирійських переговорів у травні 2011 року.

### 2011
Наприкінці травня 2011 року міністр МЗС РФ Лавров заявив, що Росія виступає проти втручання ООН в Сирії, тому що «ситуація не становить загрози для міжнародного миру та безпеки. Сирія є дуже важливою країною на Близькому Сході і дестабілізація Сирії матиме наслідки далеко за її межами», і стверджував, що Асад зробив спроби серйозної реформи.
У червні США та інші західні уряди, а також сирійські демонстранти натиснули на Росію, аби вона змінила свою позицію, і, нарешті, делегація сирійської антиурядової опозиції відвідала Москву і зустрілась з послом Росії Михайлом Маргеловим, який після зустрічі зазначив, що «лідери приходять і йдуть», і закликав до «припинення будь-яких форм насильства», що дехто розцінив як відступ від колишньої підтримки режиму Асада у міжнародній політиці.. «Жорстка лінія Росії буде ударом по Сирії, яка в значній мірі спирається на постачання російської військової техніки і має давні зв'язки з Москвою», писав того дня американський сайт новин nbcnews.com.
19 липня Президент Медведєв сказав, що він працював з канцлером Німеччини Ангелою Меркель над знаходженням консенсусу в стратегії, яка б дала змогу переконати сирійський уряд відмовитися від насильства і почати конструктивний діалог з протестувальниками. Він не погрожував застосуванням Росією свого права вето у Раді Безпеки Організації Об'єднаних Націй. Медведєв також сказав, що така позиція Росії необхідна для того, аби Сирія не ковзнула в громадянську війну як Лівія.
3 серпня російський посол в ООН Віталій Чуркін заявив, що Росія не буде заперечувати проти резолюції ООН, яка засуджує насильство в Сирії, поки вона не включає санкції чи інший «тиск». Аль-Джазіра повідомила, що Росія «пом'якшила удар» по уряду Асада, наполягаючи на тому, щоб ООН зробила заяву замість прийняття резолюції з цього питання.. 23 серпня російська делегація в ООН, наряду з Китаєм та Кубою, виступила за денонсацію розслідування ООН порушень прав людини з боку уряду Асада. Віталій Чуркін заявив, що «Ми сподіваємося бачити прогрес, ми сподіваємося бачити діалог, який встановився в Сирії. Ми вважаємо, що ми повинні продовжувати працювати в рамках цієї єдиної позиції».
26 серпня прес-агенція Reuters повідомила, що, за інформацією послів до ООН, зусилля США, Франції, Великої Британії, Німеччини та Португалії ввести санкції ООН проти Сирії зустріли «запеклий опір» з боку Росії та Китаю, а Віталій Чуркін погрожував застосувати право вето. За Reuters, ембарго на постачання зброї, включене в санкції, завадить російським компаніям поставляти зброю Сирії (а російські компанії були основним джерелом постачання сирійського зброї). Росія запропонувала другу резолюцію, що описується як «беззуба» серед західних дипломатів, та яка не включає в себе санкції чи інші міри покарання, а лише закликає Сирію прискорити процеси реформування.
4 жовтня Росія і Китай застосували подвійне вето проти західних резолюцій Ради Безпеки. Нью-Йорк Таймс кваліфікувала цю дію як «слабке посилання на можливість санкцій проти Дамаска», в той час як Росія вже заявила, що не буде приймати резолюцію, яка включатиме хоча б натяк на санкції. Росія та інші країни BRICS (Бразилія, Індія, Китай, Південна Африка) стверджувала, що резолюції РБ ООН щодо Лівії були викривлені таким чином, щоб виправдати 2011 військову інтервенцію НАТО в Лівії, та була сповнена рішучості не повторювати такої ситуації. Після цього вето, аналітик Центру аналізу близькосхідних конфліктів дав такий коментар Російській службі Бі-бі-сі: «Асад має більше шансів протистояти, ніж опозиція виграти, тому Москва тепер ставить на Асада».
У перші дні після відмови від прийняття резолюції Ради Безпеки, Росія і Китай випустили державні застереження сирійському уряду, окремо висловивши цьому урядові пораду якнайшвидше провести реформи і поважати волю сирійського народу. «Якщо сирійське керівництво не в змозі провести такі реформи, воно повинне буде піти, але це рішення має бути прийняте не в НАТО чи в окремих європейських країнах, це повинно бути вирішено народом Сирії та урядом Сирії», сказав Медведєв у Раді безпеки Росії.
15 грудня Росія запропонувала резолюцію Ради Безпеки ООН, яка засуджує насильство «всіма сторонами, в тому числі непропорційне застосування сили сирійською владою». У проєкті резолюції також висловлювалася заклопотаність з приводу «незаконного постачання зброї до озброєних груп в Сирії». Пропозиція являла собою оновлений варіант російсько-китайського проєкту резолюції, представленого на розгляд Ради Безпеки кілька місяців тому.

### 2012
До кінця січня 2012 року західними та арабськими країнами була підготовлена пропозиція резолюції, що конкурувала з російською від 15 грудня (див вище). На відміну від російської, ця пропозиція не засуджувала насильство з обох сторін у конфлікті, і не виключала можливість військової інтервенції. Росія вказала, що вона не погодиться на Західно-арабський проєкт в його тодішньому вигляді, і що вона буде й надалі просувати власну резолюцію в Раді Безпеки. 4 лютого 2012 року Росія і Китай наклали вето на резолюцію Ради Безпеки, яка мала закликати Башара аль-Асада дотримуватися мирного плану, підготовленого Лігою арабських держав.
7 лютого 2012 р. Сергій Лавров, Міністр закордонних справ Росії, разом з начальником зовнішньої розвідки Михайлом Фрадковим, зустрілись з президентом Асадом, після чого повідомили, що президент Асад погодився на реформування конституції та виборчого процесу. Крім того, делегація Росії заявила, що тільки уряд Сирії має право змінити долю свого народу, без втручання ззовні. У березні Лавров заявив у телевізійному інтерв'ю, що керівництво Сирії ігнорувало попередження Росії і зробило «дуже багато помилок», які й призвели до втягнення країни на край громадянської війни.
16 квітня заступник міністра закордонних справ РФ Михайло Богданов та інші російські дипломати зустрілися з членами сирійської опозиції, зокрема — з Хасаном Абдул Азімом — керівником опозиційної групи Національний координаційний комітет за демократичні зміни. Коли спеціальний посланник ООН Кофі Аннан розробив план припинення сирійського насильства, Росія спробувала зіграти роль у цьому плані шляхом зустрічі як з урядовими, так і з опозиційними силами, у той же час накладаючи вето на пропозиції Ради Безпеки, що були висунуті міжнародним консенсусом.
20 квітня Рада Безпеки оголосила про домовленість про розширення кількості спостерігачів ООН з припинення вогню в Сирії з 30 до 300, а також дозволила Генеральному секретарю Пан Гі Муну ухвалити рішення про розгортання миротворців у залежності від умов на місцях. Відповідно до плану, насильство у Сирії мало бути негайно припинене, а уряд Асада мав розпочати реалізацію мирного плану Аннана. Проєкт став результатом двох текстів, запропонованих Росією і Європейським членами Ради. Коли тексти були об'єднані, частина про накладення санкцій на уряд Асада за невиконання плану була видалена за побажанням Росії та Китаю.
Місія Нагляду Організації Об'єднаних Націй в Сирії (UNSMIS) була створена Радою Безпеки ООН 21 квітня 2012 р., і розгорнута до 300 неозброєних спостерігачів протягом 90 днів. План також закликав прийняти мирний план Аннана, роблячи одноголосне прийняття резолюції значущим. Після того як мирний план був прийнятий, посол Росії в ООН Віталій Чуркін передав інформацію про підтримку Росією угоди до ЗМІ, в той час як інші країни висловили розчарування у зв'язку відсутністю прогресу в справі припинення насильства.
Після «бійні в Хулі» (травень 2012 року), міністр закордонних справ Росії С. В. Лавров сказав, що «уряд несе основну відповідальність за те, що відбувається» і що «Будь-який уряд в будь-якій країні несе відповідальність за безпеку своїх громадян». Реакція Росії була розцінена як засудження сирійського уряду. Тим не менш, Лавров також заявив, що повстанці розділили провину за вбивства, зазначивши, що деякі жертви були вбиті з близької відстані в районі, контрольованому бойовиками опозиції. Після того як розмови про втручання ООН у Сирії посилилися, голова комітету іноземних справ в російському уряді змінив позицію Росії, переміщаючи її подалі від засудження Дамаска, сказавши, що «у нас є дуже сильні сумніви, що ті люди, які були розстріляні впритул і були зарізані, що це була дія зроблена силами, лояльними президентові Асаду. (…) Обстріл був, ймовірно, (…) військами Асада, але зарізані та вбиті впритул були, безумовно, наслідком дій з іншого боку.».
За словами Стіва Розенберга (BBC) в червні 2012 року, Росія звинуватила США в запровадженні подвійних стандартів: США продає зброю в Бахрейн і в той же час критикує Росію за підтримку зброєю сирійського президента Асада. Росія вважає, що США діє лицемірно, чекаючи, щоб Росія припинила продавати зброю сирійському уряду, при тому що США постачає зброю сирійським повстанцям через Туреччину. З погляду Росії, якщо США допомагає сирійській опозиції, вони побічно підривають національну безпеку Росії. Кореспондент BBC зазначив, що Росія бачить тільки один з двох результатів Сирійської громадянської війни: або Асад залишиться при владі, що забезпечить російський вплив в регіоні Близького Сходу, або переможуть радикальні ісламісти, створюючи загрозу терору для Росії.

### 2013
11 червня 2013 р. Президент Росії Володимир Путін визнав, що позиція президента Асада призвела до нинішньої ситуації в Сирії. Він заявив російським державним ЗМІ, що: «Сирія як країна була готова для деякого роду змін. І уряд Сирії мав відчути це, та свого часу почати деякі реформи. Якби вони зробили це, того, що ми бачимо сьогодні в Сирії, ніколи б не сталося».
26 червня 2013 р. заступник міністра закордонних справ Росії сказав, що невелика російська військово-морська база в Тартусі була евакуйована. Він також заявив, що: «В даний час Міністерство оборони Російської Федерації не має жодної людини, дислокованої в Сирії. База не має ніякого стратегічного військового значення».
9 вересня 2013 р., відповідаючи на погрози США ударити по Сирії у відповідь на застосування хімічної зброї проти опозиції, міністр закордонних справ Росії С. В. Лавров висловив пропозицію, яка мала на меті запобігти атакам з боку США. Він пропонував розміщення сирійської хімічної зброї під міжнародний контроль, та її подальше знищення.
12 вересня 2013 р. Нью-Йорк Таймс опублікувала публіцистичну статтю Володимира Путіна, в якій він закликає США уникати односторонніх військових дій та працювати у сфері міжнародного співробітництва на підтримку переговорного рішення сирійського конфлікту.

## Російські мирні ініціативи
30 січня 2012 р. МЗС Росії запропонувало провести «неформальні» переговори в Москві між сирійським режимом та опозицією, і заявило, що сирійська влада вже пристала на російську пропозицію. Абдель Басет Седа, член виконавчого комітету Сирійської національної ради, сказав Reuters що рада не отримала ніякого офіційного запрошення на такі переговори, але відмовиться, якщо отримає: «Наша позиція не змінилася, а саме — те, що не буде ніякого діалогу з президентом (Башаром аль-Асадом)».
Відповідно до інформації Мартті Ахтісаарі, який провів неформальні переговори по Сирії з п'ятьма постійними членами Ради Безпеки Організації Об'єднаних Націй в лютому 2012 року, Віталій Чуркін висунув план, що включав згоду Асада поступитися владою. План також вимагав від сирійського уряду та опозиції сісти за стіл переговорів. Це було проігноровано США, Великою Британією та Францією, тому що в той час вони думали, що режим Асада невдовзі буде повалений.
7 листопада 2013 р. Росія оголосила, що вона знову намагається організувати переговори у Москві між сирійським урядом та опозицією, бачачи, що американські парламентери, так само як і російські, не змогли домовитися щодо того, чи повинен Асад покинути свою посаду. Заступник міністра закордонних справ Росії Богданов заявив, що переговори в Москві можуть зосередитися на гуманітарних проблемах.

## Мотивація російської підтримки Асада

### Експорт російської зброї до Сирії
Продажі зброї з Радянського Союзу і Росії в Сирію добре документовані. Звіти, опубліковані в США Дослідницькою службою Конгресу в 2008 році відзначають, що Сирія придбала військової техніки з колишнього Радянського Союзу на кілька мільярдів доларів. В тому числі ракети малої дальності СС-21 «Скарабей». Згідно з доповіддю, радянські військові продажі в Сирію в 1970 і 80-х роках становили 90 % всіх експортних поставок військових озброєнь з Радянського Союзу, роблячи Радянський Союз головним постачальником зброї для Сирії. Після розпаду Радянського Союзу в 1991 році, Сирія виявилась позбавленою імпорту озброєнь, але продовжувала шукати їх через радянські держави-сателіти. Починаючи з 1992 р. Російська Федерація стала знову постачати зброю Сирії та скасувала майже 73 % боргу Сирії по відношенні до СРСР.
Станом на 2015 р., Росія є другим за величиною в світі експортером озброєнь (після США). У зв'язку з ембарго Організації Об'єднаних Націй в 2011 році, на постачання зброї до Лівії Росія втратила $4 млрд лівійських контрактів. Російська підтримка уряду Асада виглядає, як запобігання втрати ринку збуту Російської зброї, як це трапилося у випадку з Лівією.

### Російські військові об'єкти в Сирії
На думку деяких коментаторів, один з основних інтересів Росії — це доступ до порту Тартус, єдиного військового об'єкту, що залишився за межами колишнього СРСР та був єдиною базою впливу Росії в східній частині Середземного моря.
Існує думка, що цей військово-морський об'єкт служить головним мотивувальним фактором для того, аби Росія виступала з підтримкою уряду Асада.
Заступник міністра закордонних справ Росії заявив у червні 2013 року, що Російська військова-морська база в Тартусі була евакуйована. Міхайло Богданов заявив, що: «В даний час Міністерство оборони Російської федерації не має жодної людини, дислокованої в Сирії. База не має ніякого стратегічного військового значення». Тим не менш, станом на 1 жовтня 2015 року, Міністерство оборони Росії заявило, що воно розгорнуло більше 50 літаків та вертольотів у Сирії: «Група повітряних сил була розгорнута за дуже короткий термін. Це було можливо тому, що у нас більшість техніки і боєприпасів були в повній готовності на нашому складі в Тартусі. Ми тільки повинні були перемістити наші літаки і доставити деяке додаткове обладнання». Таким чином тепер авіація Росії розташована на базі Хмеймім, що неподалік міста Латакія.
Росія також має електронні засоби спостереження в Латакії, в Аль-Харрі (захоплена повстанцями в жовтні 2014 року), а також авіабази об'єктів у Тадмурі (Пальміра).
Центр прослуховування ГРУ поблизу сирійсько-ізраїльського кордону в Тел Аль-Хара існує невідомо з якого часу. Станція була покинута наприкінці 2014 року — до того, як її могли захопити повстанці. У Сирії, як вважають, існують принаймні дві інші російські бази розвідки.

### Чеченські та Кавказькі повстанці в Сирії
Ряд чеченських та інших волонтерів з Північного Кавказу вирушили воювати в Сирію проти уряду Башара аль-Асада, The Washington Post повідомляє, що «Багато хто [з волонтерів] сподівається зібрати контакти для можливого повернення до боротьби в Росії, що, очевидно, турбує Москву» У грудні 2013 року група сирійських джихадистів під чеченським керівництвом, Джейш-аль-Мухаджірін валь-Ансар (JMA), відкололась від Ісламської Держави (ІГІЛ), підкресливши, що вони поважають Присягу на вірність, яку вони дали і Доку Умарову з Кавказького емірату. У вересні 2015 року JMA клялися у вірності Фронтові ан-Нусра, афілійованому з Аль-Каїдою.
Приблизно 2500 російських громадян та 7000 громадян інших пострадянських республік борються на боці Ісламської Держави. Ветеран російсько-грузинської війни 2008 р. та колишній сержант грузинській армії, Абу Умар аш-Шишані, до своєї загибелів в липні 2016 року командиром «ісламської держави» в Сирії.

## Військова підтримка уряду Асада

### Постачання зброї
Росія поставляє Башару Асаду велику кількість зброї. Наприклад, лише у 2012 р. об'єм контрактів Росії на поставку зброї до Сирії, за оцінками, становив $1,5 мільярда доларів США, або 10 % глобальних продажів озброєнь з Росії.
На початку 2011 року у Сирії почалось повстання проти режиму Асада. По мірі зростання числа загиблих серед сирійських громадян постачання зброї з Росії почало викликати засудження з боку західних і арабських країн, і світові лідери закликали Росію припинити продаж зброї до Сирії. Російські офіційні особи відмовилися, посилаючись на договірні зобов'язання перед своїми клієнтами. Уряд Росії наполягав, що продажі не порушують будь-яких дійсних обмежень на постачання зброї до Сирії.
По мірі зростання конфлікту, росли протести з приводу продажу. Після Бійні в Хулі у травні 2012 року Державний секретар США Гілларі Клінтон засудила Росію за «безперервне постачання зброї до Сирії». У відповідь на це президент Росії Володимир Путін висловив заперечення, стверджуючи, що Росія ніколи не постачала до Сирії озброєнь, «які можуть бути використані в громадянському конфлікті». Пізніше, Міністерство закордонних справ Росії також виступило із заявою: «Трагедія в Хулі показала, що може бути результатом фінансової допомоги та контрабанди сучасної зброї повстанцям, набору іноземних найманців і загравання з різними видами екстремістів».
На додаток до інформації про постачання відремонтованих гелікоптерів Мі-25, глава федеральної служби Росії з військово-технічного співробітництва підтвердив, що відремонтовані ударні гелікоптери Мі-25 «готові бути доставлені вчасно», додавши, що «Сирія є нашим другом, і ми виконуємо всі наші зобов'язання перед нашими друзями». Росія також передала Сирії системи ППО Бук-М2 та систему протиракетної оборони прибережних районів «Бастіон». Росія також допомагала Асаду постачанням пального. У Сирії також присутні російські військові радники, які навчають сили Асада використовувати російську зброю. З приводу стрімкого зростання кількості військових гелікоптерів сирійського уряду, організація Amnesty International заявила: «Той, хто постачає ударні гелікоптери для сирійського уряду, — або обслуговує, ремонтує чи вдосконалює їх, — демонструє кричущу зневагу до людства». Організація Human Rights Watch попередила державну торгову компанію Росії Рособоронекспорт в листі, що, згідно з міжнародним правом, «поставки зброї до Сирії під час скоєння злочинів проти людства, може розглядатися як надання допомоги у цих злочинах», і закликав уряди і компанії по всьому світу до припинення підписання нових контрактів і розгляду питання про призупинення поточних відносин з цією російською компанією.
У травні 2013 року прем'єр-міністр Ізраїлю Біньямін Нетаньягу їздив до Москви в спробі переконати Володимира Путіна не продавати зенітно-ракетні батареї С-300 та 144 ракети урядові Асада. Ця система ППО далекого засягу дозволятиме ППО Сирії збивати винищувачі та крилаті ракети.
У жовтні 2013 року в Як-Сукхан було розгорнуто групу російських військових контрактників зі Слов'янського корпусу, де вони втрапили в перестрілку і зазнали втрат. Один із контрактників втратив посвідчення, яке пізніше було опубліковано в сирійських і російських ЗМІ. Згодом ця група відступила та була розпущена.
Уряд Асада використовував російські вертольоти Мі-8 та Мі-17 для нанесення ударів бочковими бомбами в Хомсі.
Під час війни сирійські офіцери та персонал ППО проходили навчання в Росії.
За інформацією сирійської опозиції, вже в 2012 році Іран застосував поставлені в 2011 році з Росії комплекси РЕБ «Автобаза». Ці комплекси іранські військові використовували для пеленгування радіостанцій опозиціонерів.

### 2015: військова присутність та авіаудари

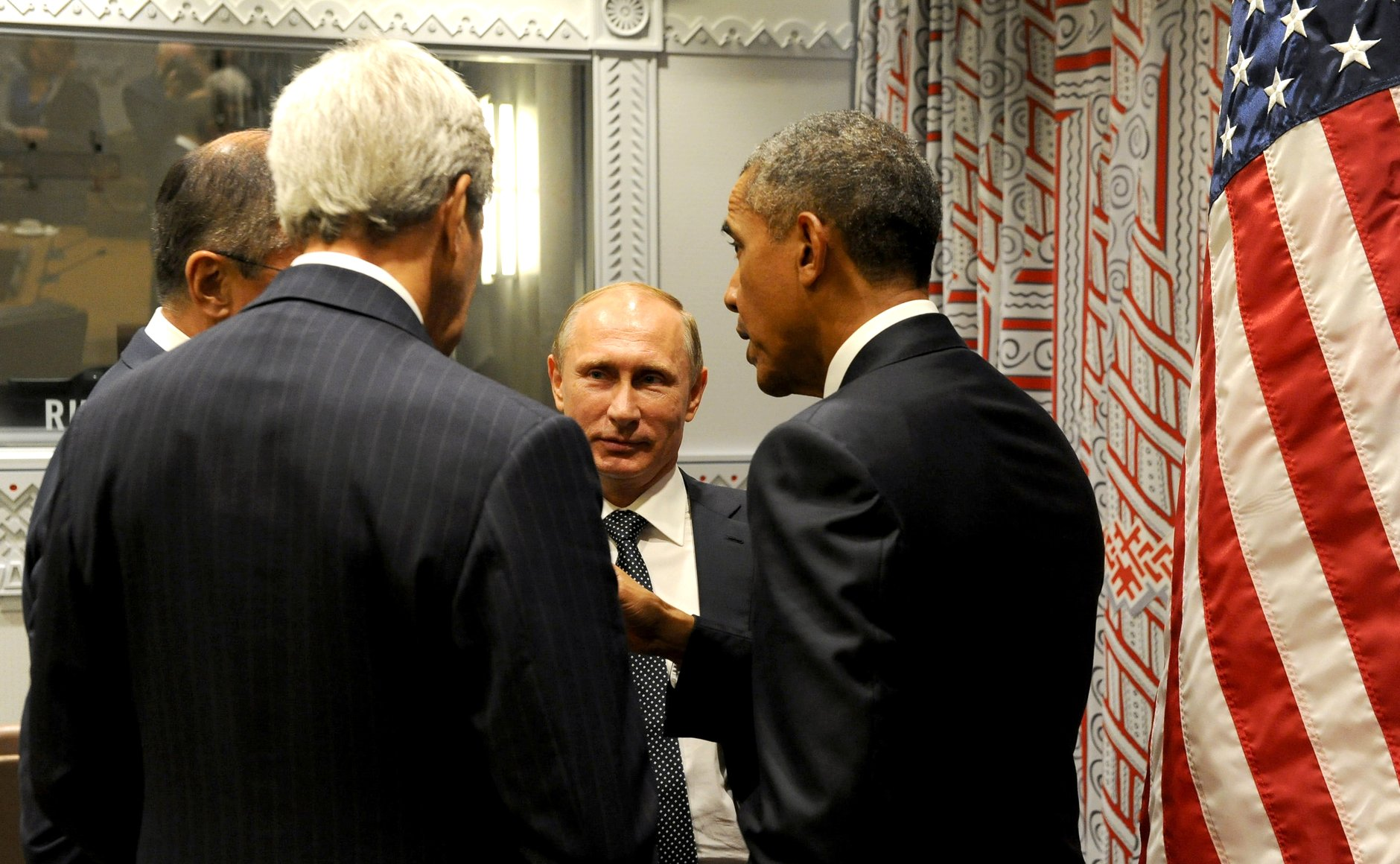
Барак Обама зустрівся з Путіним, щоб обговорити ситуацію в Сирії, 29 вересня 2015 р.

У вересні 2015 року Росія активізувала свою військову присутність в Сирії. 12 штурмовиків Су-25, 12 винищувачів Су-24, 6 бомбардувальників Су-34, 4 Су-30 і 15 вертольотів (у тому числі Мі-24), були розташовані біля міжнародного аеропорту імені Басіля Аль-Асада поблизу Латакії. Літаки захищені принаймні двома або, можливо, трьома системами ППО SA-22. Для розвідувальних польотов використовуються беззбройні дрони, подібні до MQ-1 Predator. На додаток до військово-повітряних сил, присутні сухопутні війська, включно з 6 танками Т-90, 15 одиницями артилерії, 35 бронетранспортерами та 200 морськими піхотинцями.. Також поблизу м. Латакія були помічені кілька пускових установок залпового вогню БМ-30
30 вересня 2015 року президент Росії Володимир Путін запросив дозволу Ради Федерації, Верховної палати Парламенту Росії, на застосування збройних сил в Сирії. У той же день Рада Федерації затвердила використання російських військових у Сирії для боротьби з терористичними групами, зокрема Ісламською Державою. Дозвіл було дано після одноголосного голосування, проте будь-які бойові дії мають бути обмежені використанням ВПС. Російські ЗМІ повідомили, що президент Сирії Башар аль-Асад попросив Росію втрутитися, надаючи військову допомогу.
Вже 30 вересня 2015 р. Росія почала свої перші авіаудари по цілях в містах Растан, Телль-Біса та Зафаранія що в провінції Хомс. Москва надіслала Сполученим Штатам повідомлення-попередження про заплановані дії за одну годину до початку авіаударів.
Околиці м. Хомс мають вирішальне значення для підтримки влади Башара Асада в західній Сирії. Контроль області опозицією загрожував відокремити від Дамаска прибережні міста Латакія, де розташовані російські літаки, і Тартус, де Росія експлуатує військово-морський об'єкт.